# Aconitum smithii
Aconitum smithii là một loài thực vật có hoa trong họ Mao lương. Loài này được Ulbr. ex Hand.-Mazz. mô tả khoa học đầu tiên năm 1939.